# Парень (река)
Паре́нь — река на Дальнем Востоке России, протекает по Северо-Эвенскому и Пенжинскому районам Магаданской области и Камчатском крае. Впадает в Охотское море.

## Гидрография
Длина реки — 310 км, площадь водосборного бассейна — 13 200 км². Протекает по территории Северо-Эвенского района Магаданской области и Пенжинского района Камчатского края (устьевая часть). Берёт начало в Верхнепареньской впадине на Колымском нагорье. В верховьях течёт на северо-запад, затем круто поворачивает на юг. После выхода из нагорья течёт на юго-восток по Гижигинской равнине. Впадает в Пенжинскую губу залива Шелихова в северо-восточной части Охотского моря.
Русло извилистое, врезанное; в низовье разбивается на рукава.
На берегах реки расположены небольшие посёлки Парень и Верхний Парень.
Название произошло от искажённого корякского Парэн — «лопатка-скала».

### Гидрология
Питание реки в основном снеговое. Среднемноголетний расход воды в устье 158 м³/с (объём стока 4,987 км³/год, модуль стока 12 л/(с×км²)). Водный режим характеризуется весенне-летним половодьем, осенними дождевыми паводками и устойчивой зимней меженью. Река вскрывается во второй половине мая. Половодье начинается в конце мая, в это время проходит около 80 % годового водного стока. Первые ледовые явления появляется в середине октября, к концу месяца начинается ледостав. В русле и в долине реки зимой образуются наледи. Средняя продолжительность ледостава более 200 суток.
Мутность воды меньше 25 г/м³. Минерализация воды в период половодья и паводков менее 50 мг/л. По химическому составу речная вода относится к гидрокарбонатному классу кальциевой группе.

## Ихтиофауна
В водах реки обитают валёк, хариус, щука, гольян. Сюда на нерест заходят кета, горбуша, кижуч.

## Полезные ископаемые
В бассейне реки в древности добывалось самородное серебро.

## Данные водного реестра
По данным государственного водного реестра России относится к Анадыро-Колымскому бассейновому округу.
Код водного объекта — 19100000112120000053358.